# 朱重烈
朱重烈（1968年3月—），浙江诸暨人。中华人民共和国政治人物，中国共产党党员。曾任中共浙江省委宣传部副部长、省委网络安全和信息化领导小组办公室（省互联网信息办公室）主任，浙江广播电视集团党委书记、总裁等职，现任中共浙江省金华市委书记。

## 生平
朱重烈1992年8月参加工作，曾长期在中共浙江省委办公厅工作。2011年10月担任浙江省人民政府办公厅副主任、党组成员。2013年3月，他升任浙江省委办公厅副主任。两年后，也就是2015年2月，朱重烈被任命为中共浙江省委副秘书长。
2017年4月，朱重烈在担任中共浙江省委副秘书长的同时，兼任浙江省委网络安全和信息化领导小组办公室（浙江省互联网信息办公室）副主任。2017年8月改任浙江省委宣传部副部长，以及浙江省委网信领导小组办公室主任。2018年10月，浙江省委网信领导小组改组为委员会，朱重烈被任命为该委员会下设的办公室的首任主任。
2021年10月，朱重烈任浙江广播电视集团党委书记、总裁。翌年7月被下放至地方，任中共浙江省金华市委书记。